# La Rupture
La Rupture is een Franse dramafilm uit 1970 onder regie van Claude Chabrol. Het scenario is gebaseerd op de roman The Balloon Man (1968) van de Amerikaanse auteur Charlotte Armstrong.

## Verhaal
Charles Régnier is een onvolwassen rijkeluiszoon met een drugsprobleem. Als hij in zijn roes zijn zoontje naar het leven staat, verhuist zijn vrouw Hélène met haar kind in een familiepension en vraagt een echtscheiding aan. Haar schoonvader stelt haar verantwoordelijk voor het morele verval van Charles en wil de voogdij over zijn kleinzoon. Hij huurt daarom een gewetenloze detective in om Hélène in diskrediet te brengen.

## Rolverdeling
| Acteur             | Personage       |
| ------------------ | --------------- |
| Stéphane Audran    | Hélène Régnier  |
| Jean-Pierre Cassel | Paul Thomas     |
| Michel Bouquet     | Ludovic Régnier |
| Annie Cordy        | Mevrouw Pinelli |
| Jean-Claude Drouot | Charles Régnier |
| Jean Carmet        | Henri Pinelli   |
| Catherine Rouvel   | Sonia           |